# Humes brilvogel
Humes brilvogel (Zosterops auriventer) is een zangvogel uit de familie van de brilvogels. De vogel werd in 1878 door Allan Octavian Hume als aparte soort beschreven. Daarna werd de vogel vaak als ondersoort van de Indische brilvogel beschouwd. Op grond van in 2017 gepubliceerd onderzoek is de soort, samen met ondersoorten van de Indische brilvogel en Everetts brilvogel, afgesplitst.

## Kenmerken
De vogel is 10 tot 14 cm lang met een gele borst en buik. Kenmerkend zijn de grijze vlekken op de flanken die het geel begrenzen. Verder is de vogel van boven olijfgroen, waarbij het groen doorloopt tot op de kruin.

## Verspreiding en leefgebied
De vogel komt voor in heuvelland (submontaan tropisch bos hoger dan 300 m boven de zeespiegel. Er zijn vier ondersoorten:
- Z. a. auriventer: zuidoostelijk Myanmar.
- Z. a. tahanensis: centraal en zuidelijk Malakka en Sumatra.
- Z. a. wetmorei: zuidelijk Thailand en noordelijk Malakka.
- Z. a. medius: Borneo.

## Status
De grootte van de populatie is niet gekwantificeerd maar de soort wordt omschreven als plaatselijk vrij algemeen. Op de Rode lijst van de IUCN heeft deze soort de status niet bedreigd.